# Canaletto (spoorwegen)
De Canaletto is een internationale trein op het traject Schaffhausen - Venetië. De spoorwegen hebben vanaf het begin namen gegeven aan hun treinen. De eerste locomotieven hadden bijvoorbeeld namen als Rocket, Arend en Limmat. Toen het spoorwegnet verder groeide werden ook langeafstandstreinen van namen voorzien, bijvoorbeeld de California Zephyr in de Verenigde Staten en de Oriënt-Express in Europa. Zowel de CIWL als de MITROPA hadden al voor de Tweede Wereldoorlog hun langeafstandstreinen van een naam voorzien. De Canaletto is genoemd naar de uit Mestre afkomstige Italiaanse schilder Giovanni Antonio Canal.

## Eurocity
De Canaletto is een van de Eurocities op de Gotthardroute. Tussen 23 mei 1993 en 12 december 2009 exploiteerde Cisalpino de trein tussen Italië en Zwitserland onder de naam Cisalpino Canaletto.

### Route en dienstregeling
| EC 173 | land        | station             | km  | EC 174 |
| ------ | ----------- | ------------------- | --- | ------ |
|        | Zwitserland | Schaffhausen        | 0   |        |
|        | Zwitserland | Bülach              | 28  |        |
|        | Zwitserland | Zürich HB           | 48  |        |
|        | Zwitserland | Zug                 | 77  |        |
|        | Zwitserland | Arth Goldau         |     |        |
|        | Zwitserland | Göschenen           |     |        |
|        | Zwitserland | Bellinzona          |     |        |
|        | Zwitserland | Lugano              | 264 |        |
|        | Zwitserland | Chiasso             |     |        |
|        | Italië      | Como S. Giovanni    | 295 |        |
| ↓      | Italië      | Monza               |     |        |
|        | Italië      | Milano Centrale     | 341 |        |
|        | Italië      | Brescia             | 424 |        |
|        | Italië      | Desenzano del Garda |     |        |
|        | Italië      | Peschiera del Garda |     |        |
|        | Italië      | Verona Porta Nuova  | 489 |        |
|        | Italië      | San Bonifacio       |     |        |
|        | Italië      | Vicenza             | 541 |        |
|        | Italië      | Padova              | 571 |        |
|        | Italië      | Mestre              | 599 |        |
|        | Italië      | Venezia S.Lucia     | 608 |        |